# Riacho da Cruz
Riacho da Cruz este un oraș în Rio Grande do Norte (RN), Brazilia.